# Томсон, Кэтрин
Кэтрин Томсон (англ. Kathryn Thomson; род. 26 января 1996) — британская шорт-трекистка, серебряная  призёр чемпионата Европы 2014 года. Участница зимних Олимпийских игр 2018 и 2022 годов.

## Спортивная карьера
Кэтрин Томсон родилась в шотландском городе Эрвин, округ Норт-Эршир и выросла в Килмарноке, округ Ист-Эршир. Она начала заниматься фигурным катанием в возрасте 4-х лет в клубе "Эршир Флайерз", и увлеклась конькобежным спортом после того, как посмотрела его на своём местном катке.  Начала тренироваться на базе клуба «Magnum Leisure Centres» с 2006 года. Она становилась чемпионкой британии среди юниоров трижды (2009, 2013, 2014).
Кэтрин переехала в Ноттингем летом 2012 года в Национальный ледовый центр, чтобы стать полноценной спортсменкой сборной Великобритании. Она быстро прогрессировала в этом виде спорта, завоевав серебряную медаль на дистанции 500 м на зимнем Европейском юношеском олимпийском фестивале 2013 года, а также была знаменосцем на церемонии закрытия. В том же году Кэтрин участвовала в своем первом чемпионате Европы, заняв 6-е место с командой в эстафете.
Первая и единственная в настоящее время медаль в её карьере была получена во время чемпионата Европы в Дрездене 2014 года. Команда британских шорт-трекисток в эстафете с результатом 4:15.497 заняла 2-е место, опередив соперниц из Венгрии (4:15.873 — 3-е место), но уступив первенство забега спортсменкам из Нидерландов (4:14.147 — 1-е место). Она установила личный рекорд на этапе Кубка мира в Калгари, Канада, в начале сезона 2016/17 годов.
На зимних Олимпийских играх 2018 года Томсон была заявлена для участия в забеге на 500, 1000 и 1500 м. 10 февраля 2018 года во время квалификационного забега второй группы на 500 м с результатом 1:08.896 она финишировала 3-й и прекратила дальнейшею борьбу за медали. В общем зачете она заняла 24-ю позицию. 17 февраля 2018 года на дистанции 1500 м с результатом 2:32.891 она финишировала 4-й и прекратила дальнейшую борьбу, заняв 25-е место. 22 февраля в беге на 1000 м также остановилась на 25-м месте.
Её лучшим результатом на чемпионатах мира было 7-е место в беге на 500 м и 14-е в общем зачёте в том же 2018 году. В начале 2020 года на чемпионате Европы в Дебрецене Кэтрин заняла 10-е место в многоборье. В том же году Томсон взяла годичный перерыв и переехала к своим родителям, где работала в мебельном магазине, который включал работу в "Dunelm", одном из ведущих ритейлеров товаров для дома в Великобритании. Она вернулась на лёд отдохнувшей и быстро прошла квалификацию на свои вторые зимние Олимпийские игры в Пекине 2022 года в беге на 500, 1000 и 1500 метров среди женщин.
На зимних Олимпийских играх в Пекине года Томсон заняла 31-е место на дистанции 500 м и 28-е на 1000 м.  Она снялась по медицинским показаниям с дистанции 1500 метров перед своим первым забегом.

## Личная жизнь
Кэтрин Томсон посещала школу Веллингтона в Эре и академию Грейндж в Килмарноке до 2012 года, чтобы продолжить карьеру в шорт-треке. Она любит ходить по магазинам и встречаться с друзьями, а также любит клубнику.